# Чинията
„Чинията“ (на английски: The Dish) е австралийска историческа комедия от 2000 г. на режисьора Роб Стич. Във филма участват Сам Нийл, Кевин Харингтън, Том Лонг и Патрик Уорбъртън.